# NGC 4702

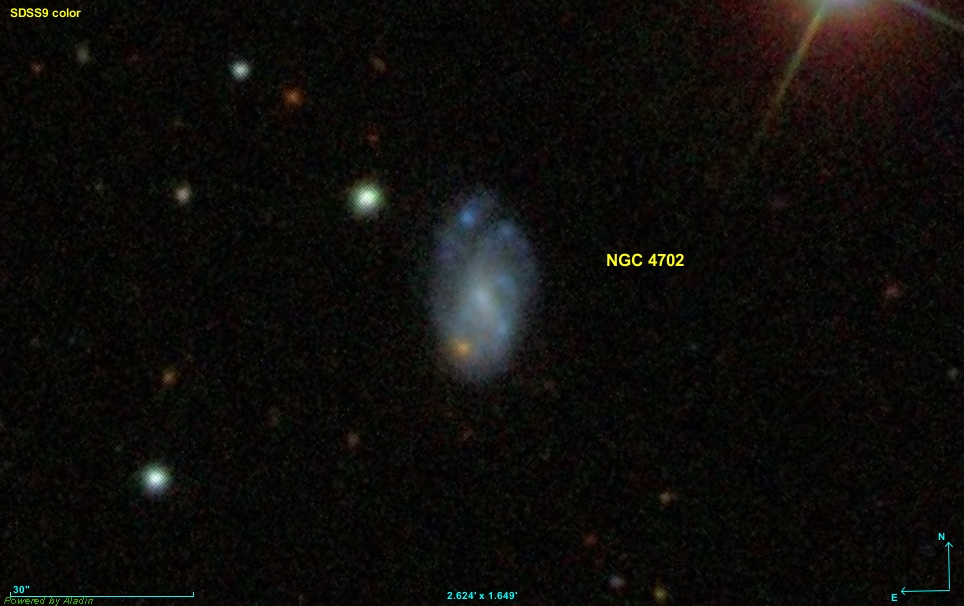

NGC 4702 في الفهرس العام الجديد، هي مجرة، تقع في كوكبة الهلبة. اكتشفت .

## روابط خارجية
- NGC 4702 على موقع ويكي سكاي: DSS2, SDSS, GALEX, IRAS, Hydrogen α, X-Ray, Astrophoto, Sky Map, Articles and images